# Samlino
Samlino est une localité polonaise de la gmina mixte de Golczewo, située dans le powiat de Kamień en voïvodie de Poméranie-Occidentale. Elle se situe à environ 21 km au sud-est de la ville de Kamień Pomorski et 53 km au nord-est de la capitale régionale Szczecin.

## Géographie

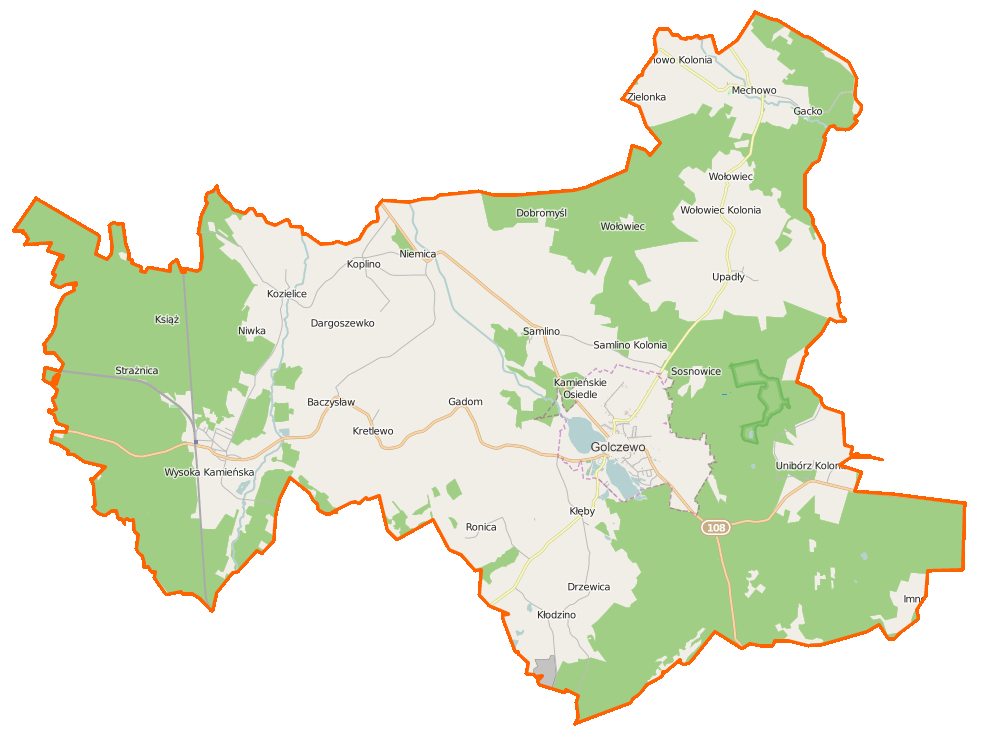
Carte de la gmina de Golczewo.

## Histoire
De 1818 à 1945, Zemlin fait partie de l'arrondissement de Cammin-en-Poméranie (de) dans le district de Stettin au sein de la province de Poméranie.

## Personnalités liées à la ville
- Albert von Puttkamer (1797-1861), homme politique né à Samlino.
- Eugen von Puttkamer (1800-1874), homme politique